# Malabo
Malabo este capitala statului Guineea Ecuatorială. Orașul este situat în partea de nord-vest a insulei Bioko, pe marginea unui vulcan submers. Cu o populație de 155.963 de locuitori (2005) acesta este al doilea cel mai mare oraș din țară, după Bata din Río Muni. Oyala este un oraș planificat aflat în construcție, care urmează să îl înlocuiască pe Malabo pe post de capitală.

## Orașe înfrățite
- Guadalajara, Mexic[3]

## Clima
| Date climatice pentru Malabo          | Date climatice pentru Malabo | Date climatice pentru Malabo | Date climatice pentru Malabo | Date climatice pentru Malabo | Date climatice pentru Malabo | Date climatice pentru Malabo | Date climatice pentru Malabo | Date climatice pentru Malabo | Date climatice pentru Malabo | Date climatice pentru Malabo | Date climatice pentru Malabo | Date climatice pentru Malabo | Date climatice pentru Malabo |
| Luna                                  | Ian                          | Feb                          | Mar                          | Apr                          | Mai                          | Iun                          | Iul                          | Aug                          | Sep                          | Oct                          | Nov                          | Dec                          | Anual                        |
| ------------------------------------- | ---------------------------- | ---------------------------- | ---------------------------- | ---------------------------- | ---------------------------- | ---------------------------- | ---------------------------- | ---------------------------- | ---------------------------- | ---------------------------- | ---------------------------- | ---------------------------- | ---------------------------- |
| Maxima medie °C (°F)                  | 31 (88)                      | 32 (90)                      | 31 (88)                      | 32 (90)                      | 31 (88)                      | 29 (84)                      | 29 (84)                      | 29 (84)                      | 30 (86)                      | 30 (86)                      | 30 (86)                      | 31 (88)                      | 30 (86)                      |
| Media zilnică °C (°F)                 | 25 (77)                      | 26 (79)                      | 26 (79)                      | 26 (79)                      | 25 (77)                      | 25 (77)                      | 24 (75)                      | 24 (75)                      | 24 (75)                      | 24 (75)                      | 25 (77)                      | 25 (77)                      | 24,9 (76,9)                  |
| Minima medie °C (°F)                  | 19 (66)                      | 21 (70)                      | 21 (70)                      | 21 (70)                      | 22 (72)                      | 21 (70)                      | 21 (70)                      | 21 (70)                      | 21 (70)                      | 21 (70)                      | 22 (72)                      | 21 (70)                      | 21 (70)                      |
| Ploaie mm (inches)                    | 42 (1.65)                    | 33 (1.3)                     | 110 (4.33)                   | 187 (7.36)                   | 179 (7.05)                   | 224 (8.82)                   | 284 (11.18)                  | 188 (7.4)                    | 277 (10.91)                  | 238 (9.37)                   | 92 (3.62)                    | 36 (1.42)                    | 1.890 (74,41)                |
| Umiditate [%]                         | 86                           | 85                           | 90                           | 89                           | 87                           | 90                           | 90                           | 92                           | 95                           | 94                           | 93                           | 91                           | 90,2                         |
| Nr. mediu de zile ploioase (≥ 0.1 mm) | 4                            | 4                            | 11                           | 14                           | 18                           | 21                           | 21                           | 18                           | 23                           | 20                           | 13                           | 5                            | 172                          |
| Ore însorite                          | 148.8                        | 152.5                        | 108.5                        | 120.0                        | 117.8                        | 69.0                         | 46.5                         | 58.9                         | 48.0                         | 68.2                         | 99.0                         | 139.5                        | 1.176,7                      |
| Sursă: Climate & Temperature          |                              |                              |                              |                              |                              |                              |                              |                              |                              |                              |                              |                              |                              |

## Galerie

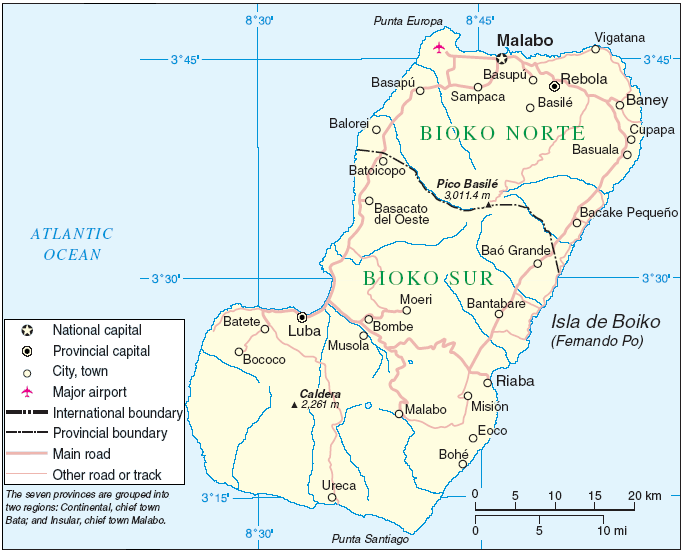
Inusla Bioko
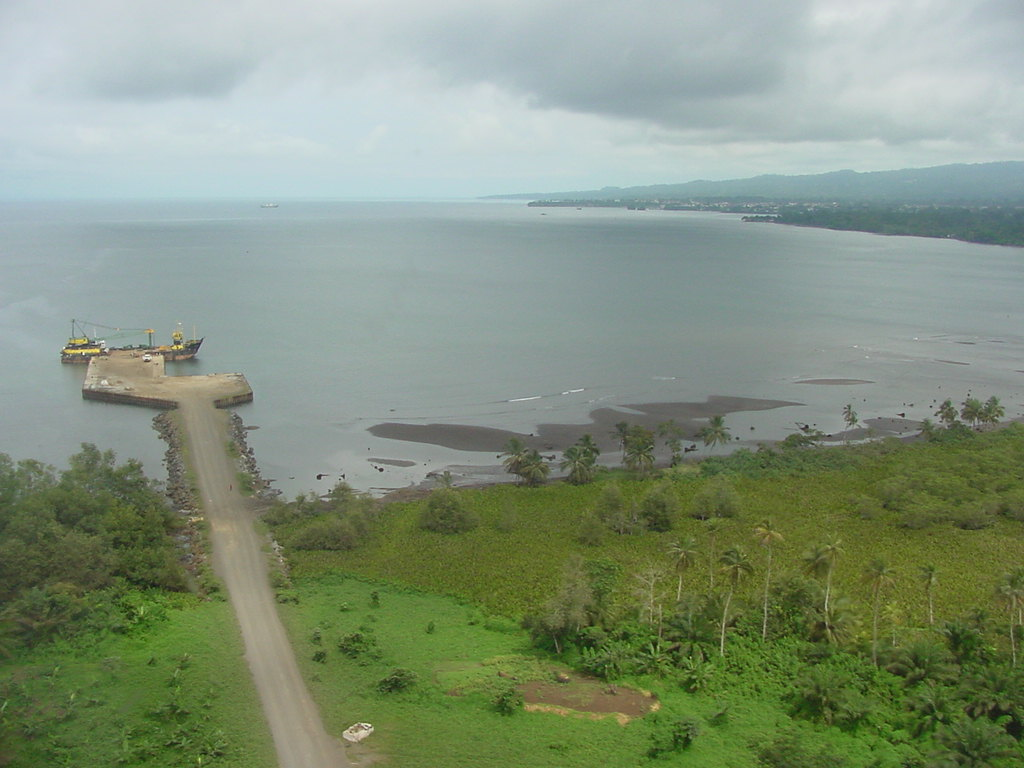
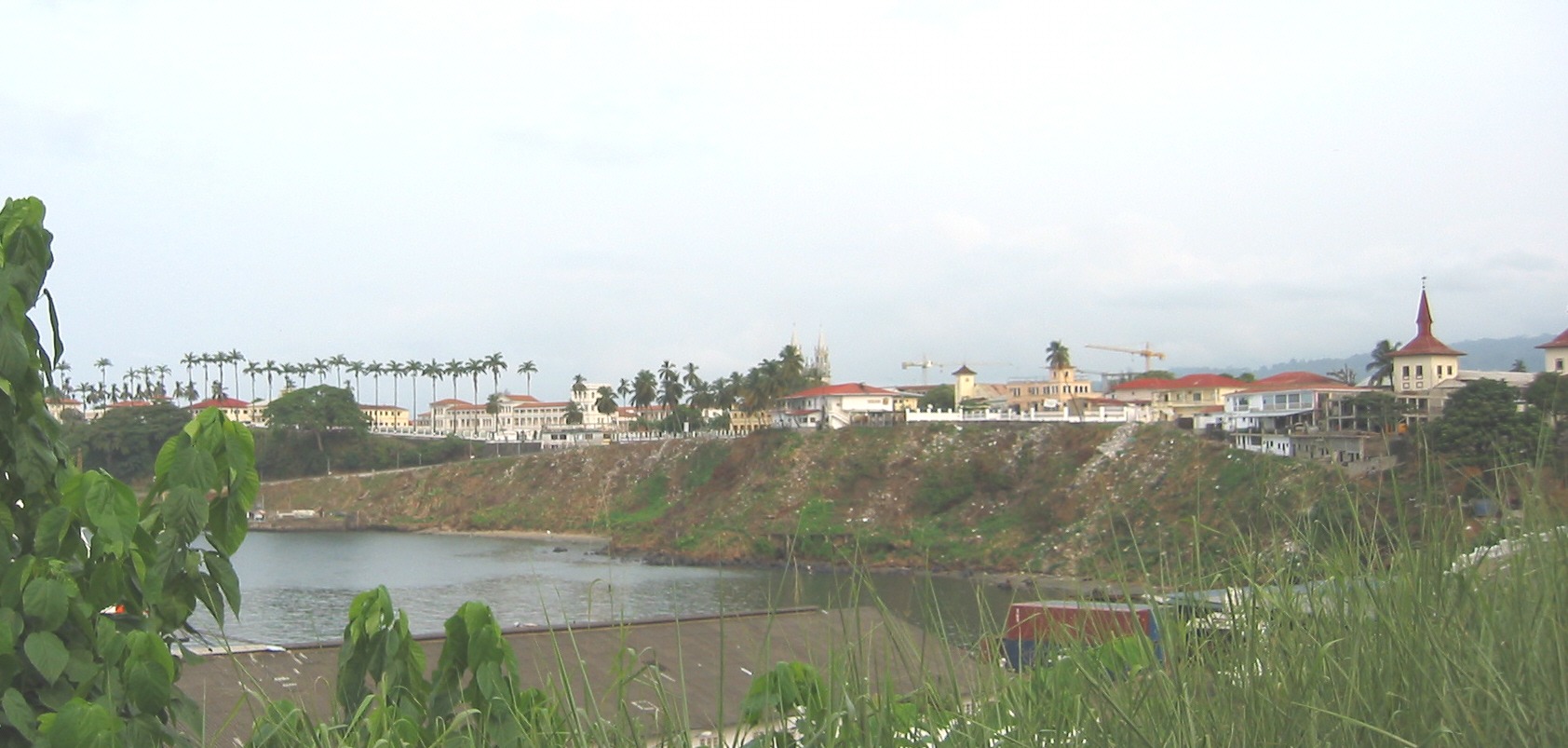
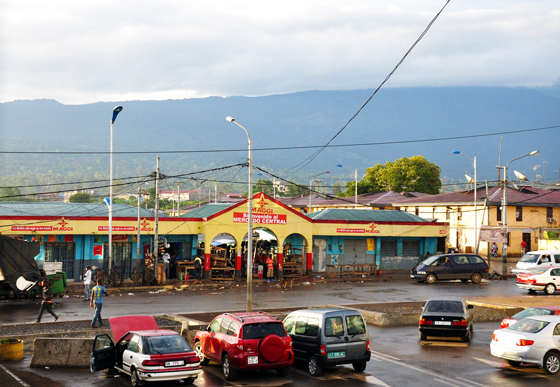
Mercado Central, Malabo City